# ويلارد كانترل
ويلارد كانترل (بالإنجليزية: Willard Cantrell)‏ هو سائق فورمولا 1 أمريكي، ولد في 6 ديسمبر 1914، وتوفي في 6 فبراير 1986.